# Эластаза нейтрофилов
Эластаза нейтрофилов (КФ 3.4.21.37) — фермент семейства сериновых протеаз. Продукт гена человека ELANE. Входит в суперсемейство химотрипсина и обладает широким спектром субстратов. Эта эластаза секретируется нейтрофилами и макрофагами во время воспалительной реакции и способна разрушать бактерии и ткани организма. Благодаря необычно высокой аффинности к ДНК эластаза нейтрофилов локализуется в особых нейтрофильных внеклеточных ловушках, образующихся в ходе разрушения нейтрофилов при воспалении.
Как и другие сериновые протеазы эластаза нейтрофилов содержит каталитическую триаду из гистидина, аспарагиновой кислоты и серина, которые расположены далеко друг от друга в первичной последовательности и образуют триаду только в ходе сборки третичной структуры белка. Ген белка ELA2 состоит из 5 экзонов. Эластаза нейтрофилов функционально близка к другим цитотоксоческим иммунным сериновым протеазам, таким как гранзимы и катепсин G. В меньшей степени схожа с эластазой CELA1.
Эластаза нейтрофилов состоит из 218 аминокислот и содержит две углеводородные цепи. Существует две формы белка IIa и IIb. В клетках она находится в цитоплазматичских азурофильных гранулах

## Ген
У человека эластаза нейтрофилов является продуктом гена ELANE, расположенным на 9-й хромосоме.

## Функции
Эластазы образуют подсемейство сериновых протеаз, которые гидролизуют множество белков в дополнение к собственно эластину. У человека есть 6 генов, которые кодируют структурно похожие белки эластазы 1, 2, 2A, 2B, 3A и 3B. Эластаза нейтрофилов гидролизует белки в особых лизосомах нейтрофилов, называемых азурофильные гранулы, а также белки внеклеточного матрикса, когда фермент секретируется из клетки при активации нейтрофилов. Эластаза нейтрофилов может играть роль в дегенеративных и воспалительных заболеваниях, так как способна протеолизировать коллаген-IV и эластин внеклеточного матрикса. Фермент разрушает протеин A (OmpA) внешней мембраны E. coli, а также факторы вирулентности таких бактерий, как Shigella, Salmonella и Yersinia. 

## Роль в клинике
Эластаза нейтрофилов является важной протеазой и нарушение её экспрессии может приводить к эмфиземе или эмфизематозным нарушениям. При этом разрушается лёгочная ткань и расширяется воздушное пространство лёгких. Мутации гена белка ассоциированы с циклической нейтропенией и тяжёлой наследственной нейтропенией. Ген эластазы расположен в кластере с другими сериновыми протеазами азуросидином 1 (AZU1) и протеиназой 3 (PRTN3), экспрессия и упаковка в азурофильные гранузы которых координирована в ходе дифференциации нейтрофилов.

## Ингибиторы
Для минимизации потенциального повреждения тканей эластазой в организме существует несколько ингибиторов этого фермента. Одна группа ингибиторов относится к серпинам. Эластаза нейтрофилов связывается с альфа-2 антиплазмином из семейства серпинов.